# 愛すれど哀しく
『愛すれど哀しく』（あいすれどかなしく、原題：Bubù）は、1971年にイタリアのドラマ映画作品。シャルル・ルイ・フィリップの原作小説『ビュビュ・ド・モンパルナス』（Bubu de Montparnasse）の映画化であり、20世紀初頭のイタリアのミラノを舞台にして、女性の薄幸の人生と愛の哀しさを描く恋物語。
日本では1972年1月15日に日本語字幕版が劇場公開された。1989年10月21日にハピネットよりVHSが発売されており、2005年8月26日・2008年3月27日・2009年5月22日にDVDの形態が再発売されていた。また、2012年8月6日にIMAGICA BSで放送。

## ストーリー
ミラノの純真な洗濯女ベルタは端正なパン職人のブブに恋する。ブブの男らしさにとらわれ、老父の反対を押し切って誘われるままブブの元へ行くベルタ。だが同棲が始まってしばらくするとブブはパン職人を辞める。さらにブブはベルタに娼婦となるよう強要するようになる。拒んでいたベルタだが、やがてブブを失いたくない一心から言うがまま娼婦となる。ベルタの辛い生活の中で、日々の稼ぎをブブの元に持ち帰り、その笑顔を見ることだけがベルタの喜びとなっていた。そんなある日、ベルタはピッコロという田舎から出てきたばかりの青年と知り合う。ピッコロの優しさと誠実さにベルタは淡い恋心を抱き、ピッコロもまたベルタへ好意を募らせるようになる。だが、ベルタはその娼婦としての生活の中で性病を患い、またブブの激しい束縛のために二人での生活を考えることができなくなっていた。やがてベルタは病が悪化し、収容施設に入院する。一方、収入源がなくなったブブは窃盗を行うようになり、ついに警官に追われて足を撃たれ、窃盗もできないようになっていた。その顛末を聞いたベルタは、ブブが自分を連れ出しにくることを恐れ、同じく娼婦となっていた姉の元に駆け込む。しかし、姉はすでにベルタと同じ病の末期症状を示しており、さらに姉のヒモのガストンはベルタへも売春を強要した。絶望し、ベルタは街を放浪する。最後に行き着いたのはピッコロの元だった。ピッコロはベルタを受け入れ、二人は病を克服して希望に満ちた未来を夢見るが、その二人の元へマフィアの上役を連れたブブが迫っていた。

## キャスト
| 役名     | 俳優                   |
| -------- | ---------------------- |
| ベルタ   | オッタヴィア・ピッコロ |
| ピッコロ | マッシモ・ラニエリ     |
| ブブ     | アントニオ・ファルジ   |
| ビアンカ | アンナ・ファッダ       |
| ジュリオ | ジジ・プロイエッティ   |

## スタッフ
- 原作：シャルル・ルイ・フィリップ「ビュビュ・ド・モンパルナス」
- 監督：マウロ・ボロニーニ
- 脚本：ジョルジョ・テストリ、マウロ・ボロニーニ、マリオ・ディ・ナルド
- 音楽：カルロ・ルスティケッリ
- 撮影：エンニオ・グァルニエリ
- 編集：ニーノ・バラーリ
- 日本語版・字幕監修：山崎剛太郎 - 原作訳も担当『愛すれど哀しく』雪華社、1971年